# 264 ق م
264 ق م أو 264 قبل الميلاد هي سنة من العقد 26 ق م في التقويم اليولياني البروليبتي (التقويم الميلادي). تسبقها سنة 265 ق م وتليها سنة 263 ق م.

## أحداث
- معركة ميسانا أول صدام عسكري بين الجمهورية الرومانية وقرطاج.[5]
- دخول القنصل الروماني أبيوس كلوديوس كاوديكس صقلية رفقة اثنين من فيالق عسكرية، وهي أول عملية للجيش روماني خارج شبه الجزيرة الإيطالية.[6]
- أول معركة غلادياتر مسجلة، أقيمت في ألعاب الجنازة تكريما للأرستقراطي جونيوس بروتوس بيرا.[7]

## كتب
- Yves Denis Papin (1998). Chronologie de l'histoire ancienne. Lieu de publication non identifié: Éditions Jean-paul Gisserot. ISBN:2-87747-346-5. OCLC:40746926. مؤرشف من الأصل في 2022-03-16.
- أحمد محمد عوف (2000)، موسوعة حضارة العالم، QID:Q12246226

## وصلات خارجية
- صفحة السنة على موقع onthisday.com
- سنة 264 ق م على موقع المكتبة الوطنية الفرنسية